# 报德国
报德国（670年—683年），又称小高句丽，是新罗扶植的高句丽遗民傀儡政权。668年，唐朝与新罗的联军灭了高句丽后，原高句丽将领剑牟岑在大同江流域开展高句丽复兴运动。670年，剑牟岑立高句丽宝藏王的庶子安舜为王，在今朝鲜黄海南道载宁郡的位置建都（《三国史记》作剑牟岑）。由于新罗支持剑牟岑，因此爆发了新罗与唐朝的战争。新罗文武王八月册封其中的高句丽王室后裔安胜（《新唐书》作安舜）为高句丽王，册文称赞其“流离辛苦，迹同晋文；更兴亡国，事等卫侯”，希望“永为邻国，事同昆弟”；安胜等也表示“愿作藩屏，永世尽忠”。
674年新罗改封安胜为报德王，678年建立北原小京（今韩国江原道原州），683年，新罗神文王“征报德王安胜为苏判，赐姓金氏，留京都，赐甲第良田”，高句丽遗民的报德国就此灭亡；685年，新罗“始备九州”，统一全部完成。